# Doutor Laureano
Doutor Laureano é um bairro localizado no primeiro distrito de Duque de Caxias, no estado do Rio de Janeiro. 

## História
Oficialmente é dividido entre os bairros oficiais de Vila São Sebastião e Vila Leopoldina
Seu nome é uma homenagem ao médico paraibano Napoleão Rodrigues Laureano.
Em 1951, com a morte do médico Laureano, a prefeitura fundiu três logradouros (Rua Marapicu, Travessa Marapicu e Rua Leonor) num único logradouro novo, denominado Rua Laureano, o que gerou o início da identidade própria, e a ideia de que ali haveria um novo bairro, ideia que foi consolidada com a circulação de ônibus que faziam ponto final na rua, e portanto, exibiam o nome do logradouro (e não dos bairros oficiais) em seus letreiros.